# RoboCop 3
RoboCop 3 es una película de acción y ciencia ficción dirigida por Fred Dekker y producida por Patrick Crowley. Filmada en Atlanta, Georgia, y estrenada en 1993, está ambientada en un futuro cercano en una distópica ciudad metropolitana de Detroit, Míchigan. Es la secuela de la película de 1990 RoboCop 2. La cinta pertenece al subgénero de ciencia ficción cyberpunk.

## Argumento
La película comienza con RoboCop encontrando una nueva familia, y, aparentemente, se le da la esperanza de ver a su esposa e hijo otra vez. Encuentra una extensión a su familia en la forma de Nikko, una niña huérfana, que está en una resistencia de familias urbanas pobres que la corporación Omni Consumer Products (OCP) quiere reubicar para construir la Ciudad Delta, al costo de encarcelar y asesinar a las familias urbanas; y la doctora Marie Lazarus, uno de los científicos que construyó y operó en él.
Mientras tanto, OCP está al borde de la bancarrota, debido a que sus acciones y credibilidad a nivel nacional e internacional bajaron considerablemente debido a los últimos acontecimientos ocurridos tiempo atrás, provocando que multitudes de clientes importantes perdieran la confianza en sus productos; y, a la vez, las fuerzas de la ley de Detroit son gradualmente reemplazadas por la brutal fuerza mercenaria de seguridad creada recientemente por la propia OCP, los "Rehabs", a cargo del comandante Paul McDaggett. El sueño de la Ciudad Delta del antiguo director general y "Viejo" vive a través de la ayuda de la Keiretsu japonesa, la Corporación Kanemitsu, que compró una participación dominante de las acciones de OCP. Kanemitsu está preparada para usar a sus robots ninja (llamados "Otomo") para sobreponerse a la resistencia de los defensores del empobrecido vecindario. Cuando RoboCop trata de defender a los civiles desarmados de los Rehabs, le resulta inútil debido a que este tiene programada su función electrónica "directiva 4" la cual no le permite tocar, arrestar, rebelarse o matar a un miembro activo de la OCP. Con esta traba, resultan en vano los esfuerzos de Robocop al intentar atacar y defenderse de los miembros de la OCP. Sin embargo, su compañera de siempre, la oficial de policía Anne Lewis, es asesinada por McDaggett, tras lo cual RoboCop se une a la resistencia civil. A su vez, en la central de policía, reciben órdenes directas de OCP,para unirse a los "Rehabs" pero, rehusándose a ayudar en el desalojo, todos los oficiales renuncian y se unen a la resistencia.
RoboCop es emboscado por un robot ninja Otomo, el cual lo deja muy dañado y a punto de morir, debido a que el robot Otomo tiene una tecnología superior que le permite ser un ciborg con capacidad humanoide, fuerza sobrehumana y agilidad propias de un ninja de alto rendimiento, y Robocop solamente posee robótica básica avanzada, lo cual lo deja en desventaja. Sin embargo, cuando Robocop aprovecha una distracción del Otomo, disparando un tiro certero a su cabeza con una de sus armas de potencia, liquidando a la máquina asesina al instante. Mientras, la niña de la resistencia,  Nikko, comienza a intervenir en los sistemas de telecomunicación de OCP para difundir el mensaje de la resistencia civil, el cual es escuchado por la población en general de todo el sector urbano.
Parcialmente recuperado, RoboCop se alista para ayudar al departamento de la Policía de Detroit para detener el desalojo y así salvar a los habitantes de la invasión, no obstante aún sigue vigente la rebelión y debe continuar para poder destruir cualquier intención o plan infame de OCP. Para eso, la doctora Marie Lazarus, quien se unió a la resistencia, después de haber sido un miembro importante de la OCP, decide borrarle la directiva 4, la cual le permite a Robocop, ya una vez libre de esa directiva, sabotear los malévolos planes de OCP.
Entonces la corporación OCP, al verse con posibilidades nulas de quedarse con la ciudad, toma medidas desesperadas, haciendo que pandilleros y maleantes sean los que comanden el desalojo junto con los oficiales más rudos del escuadrón. Sin embargo, incluso con la ayuda de la policía de Detroit, todo parecía estar perdido para los rebeldes, debido a que la OCP y los pandilleros tenían un gran arsenal potente y un tanque blindado. A partir de este momento, RoboCop aparece renovado con un arsenal de más alta tecnología, implementos militares y mejoras de todos sus sistemas cibernéticos, permitiéndole ser capaz de auto recargarse de energía, inclusive derribar y destruir los tanques armados de la OCP y a los pandilleros fuertemente armados, así como un sistema aeronáutico avanzado que le permite reaccionar como un avión caza y volar en forma de proyectil. Esto incentiva a los policías disidentes y ciudadanos del barrio empobrecido a seguir luchando por recuperar lo que queda de la ciudad.
La batalla final ocurre cuando McDagget trata de liquidar nuevamente a RoboCop al poner en descubierto todos sus planes, por lo que dos de sus robots ninja intentan ejecutar esta tarea; pero cuando finalmente son destruidos por RoboCop con ayuda de la doctora Lazarus y Nikko, McDagget revela que son robots explosivos capaces de autodestruirse, así que Robocop activa sus turbinas quemando los pies y tobillos de McDagget dejándolo severamente herido y sin posibilidades de poder escapar.  Luego escapa volando fuera del edificio junto con las dos chicas que lo ayudaron. Después de 10 segundos, los robots estallan y destruyen la oficina y matan al instante a la amenaza que representaba para la ciudad este villano. Con los tres robots liquidados y McDagget muerto, la resistencia obtiene la victoria, lo que impidió que se perdieran más vidas, en beneficio de un proyecto que no era favorable para ella. En eso, llega un líder de la Corporación Kanemitzu, el cual despide al presidente de OCP, el japonés mismo le rinde una reverencia y un saludo al aliado mecánico que ayudó a la victoria, mientras OCP colapsa en la bancarrota y el ayuntamiento nuevamente es autónomo, entonces el director de Kanemitzu y el despedido jefe de la OCP le dicen "Murphy" y él les dice: "Mis amigos me dicen 'Murphy', pero usted llámeme 'Robocop'".

## Reparto
| Personaje                 | Actor original (Estados Unidos) | Actor de voz (España) | Actor de voz (Hispanoamérica) |
| ------------------------- | ------------------------------- | --------------------- | ----------------------------- |
| Alex J. Murphy/RoboCop    | Robert John Burke               | Salvador Vidal        | Blas García                   |
| Casey Wong                | Mario Machado                   | José Antequera        | Armando Réndiz                |
| Nikko                     | Remy Ryan                       | Graciela Molina       |                               |
| Madre de Nikko            | Jodi Long                       |                       |                               |
| Padre de Nikko            | John Posey                      |                       | Marcos Patiño                 |
| Gerente                   | Rip Torn                        | Camilo García         | Jorge Roig                    |
| Kanemitsu                 | Mako                            |                       | Miguel Ángel Ghigliazza       |
| Johnson                   | Felton Perry                    | Juan Fernández        | Israel Magaña                 |
| Comandante Paul McDaggett | John Castle                     | Jesús Ferrer          | Humberto Solórzano            |
| Dr. Marie Lazarus         | Jill Hennessy                   | Núria Mediavilla      | Romy Mendoza                  |
| Bixby Snyder              | S.D. Nemeth                     |                       |                               |
| Sgt. Warren Reed          | Robert DoQui                    | Pepe Mediavilla       | Sergio Barrios                |
| Jeff Fleck                | Bradley Whitford                | Antonio Lara          | Mario Castañeda               |
| Oficial Anne Lewis        | Nancy Allen                     | María Luisa Solá      | Belinda Martínez              |
| Zack                      | Stanley Anderson                | Miguel Ángel Jenner   |                               |
| Coontz                    | Stephen Root                    | Rafael Calvo          |                               |
| Moreno                    | Daniel von Bargen               | Gonzalo Abril         | Víctor Hugo Aguilar           |
| Mr. Otomo                 | Bruce Locke                     |                       |                               |

## Producción

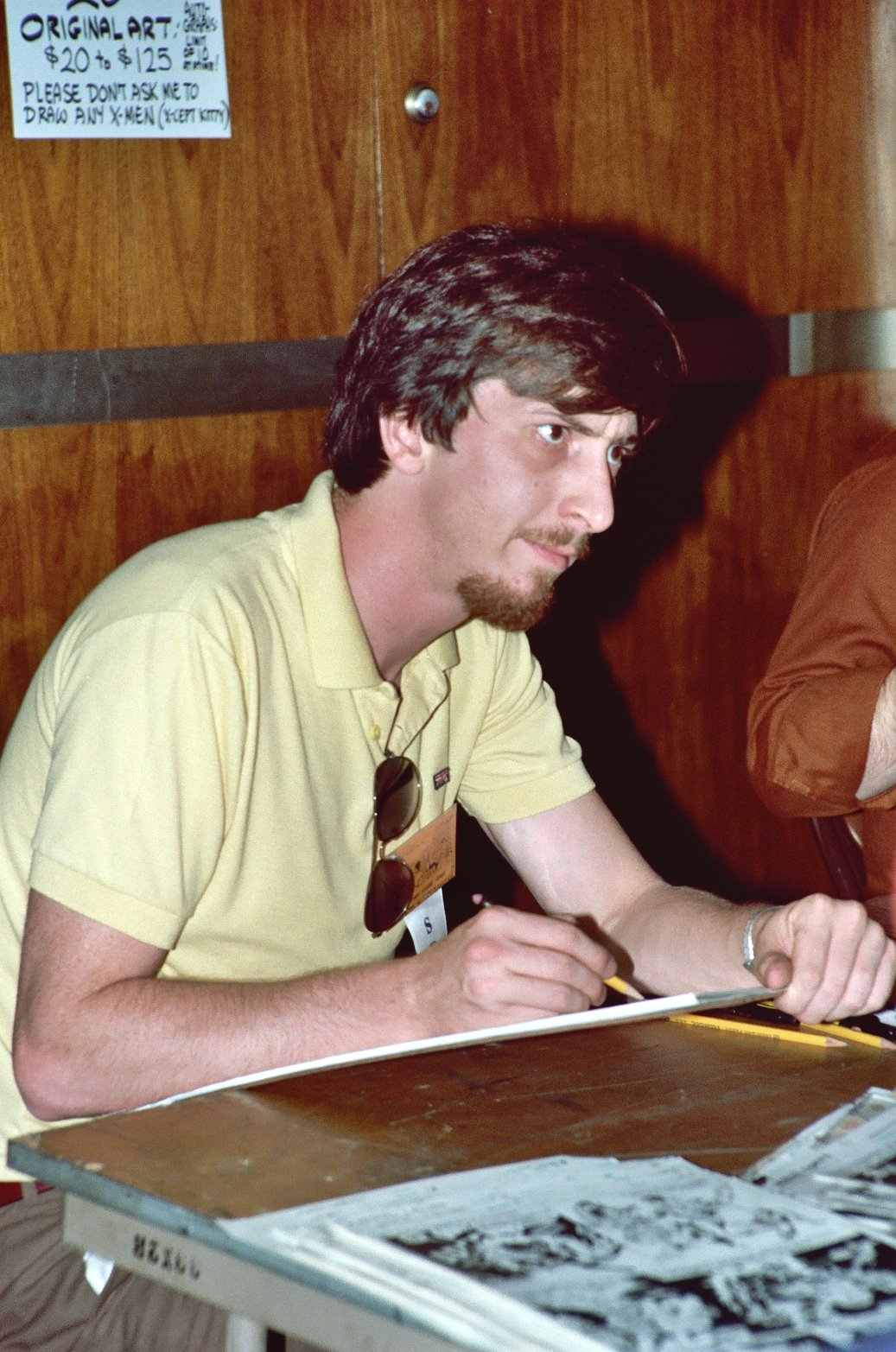
Frank Miller (fotografiado en 1982)

La película fue dirigida por Fred Dekker, un director conocido principalmente por películas de terror de culto (Night of the Creeps, The Monster Squad). El popular novelista gráfico Frank Miller volvió a escribir el guion de la película. Aún optimista de que pudiera impresionar a Hollywood, Miller aceptó el trabajo de escribir RoboCop 3, con la esperanza de que algunas de sus ideas más detalladas llegaran a la segunda parte. Los temas principales de la trama se tomaron del borrador original (rechazado) de Miller de RoboCop 2. Desilusionado después de descubrir que su trabajo fue alterado aún más drásticamente que antes, Miller dejó Hollywood hasta la adaptación en 2005 de su trabajo Sin City. "Trabajando en RoboCop 2 y 3 aprendí la misma lección", dijo Miller en 2005. "No seas el escritor. El director tiene el poder. El guión es una boca de incendio, y hay una fila de perros alrededor de la cuadra esperándolo". El guion original de Miller para RoboCop 2, y la fuente de ideas principales en Robocop 3, se convirtió más tarde en un  cómic de nueve partes llamado Frank Miller's RoboCop.
El protagonista de las películas anteriores, Peter Weller, no repitió el papel, ya que protagonizó Naked Lunch. Robert John Burke fue contratado para interpretar al cíborg en su lugar. El traje de RoboCop que Burke usó en la película fue construido originalmente para RoboCop 2 (1990). Ya que Burke era más alto que Weller, se quejó de que usarlo era doloroso después de poco tiempo. Se tuvieron que hacer otros cambios importantes en el reparto para la tercera película. El actor que interpretó al CEO de la OCP de las dos películas anteriores, Dan O'Herlihy, estuvo ausente de esta película. Los cambios en el reparto significaron que solo Nancy Allen, Robert DoQui, Felton Perry, Mario Machado y Angie Bolling fueran los únicos actores de reparto que aparecen en las tres películas.
Reconociendo que la base de fanes de Robocop consistía principalmente en niños, Orion Pictures redujo la violencia gráfica que se vio como la característica definitoria de las dos primeras películas.
RoboCop 3 entró en producción poco después de que RoboCop 2 estaba completo. Inicialmente programado para su lanzamiento en el verano de 1992, RoboCop 3 languidecería en la estantería hasta el año siguiente cuando Orion Pictures se declarara en bancarrota  y fuera comprado. RoboCop 3 ganó $ 4,3 millones en su primer fin de semana, finalizando su corrida con $ 10,6 millones en el país, muy lejos de recuperar su presupuesto estimado de producción de $ 22 millones.

### Música
Después que la partitura de RoboCop 2 fuera compuesta por Leonard Rosenman, el compositor original de RoboCop Basil Poledouris volvió a hacer la banda sonora y recuperó muchos de los temas de RoboCop que faltaban en RoboCop 2.

## Recepción de la crítica
RoboCop 3 fue casi totalmente criticado por los especialistas. La película también fue una fracaso de taquilla y solo ganó $ 10 millones con un presupuesto de $ 22 millones. Rotten Tomatoes otorga a  RoboCop 3  una puntuación del 3% basada en 30 comentarios, con una puntuación media de 3,1 sobre 10. Metacritic la califica con 0 de 100 con base en 15 críticas.
Richard Harrington, del Washington Post, dijo que la película "no es tan fascinante y, a menudo, es completamente tonta. Los conjuntos y efectos traicionan su reducido presupuesto".
El crítico del Chicago Sun Times Roger Ebert otorga a la película 1½ estrellas, disputando la longevidad de los personajes y comparando la serie con la industria de fabricación de automóviles Detroit. "¿Por qué persisten en hacer estos recauchutados? Porque 'RoboCop' es un nombre de marca, supongo, y este es el nuevo modelo de este año. Es una vieja tradición en Detroit tomar un viejo diseño y abofetear un poco de cromo fresco".
David Nusair de Reel Film Reviews otorgó a la película 2½ estrellas, declarando: "Lo mejor que uno podría esperar de esta película que no es una prueba dura para sentarse a través, y en ese nivel, RoboCop 3 sin duda sobresale. Cuando es colocada lado a lado con la original, la película no se sostiene del todo. Pero, al menos, RoboCop 3  funciona como una película de palomitas de maíz, algo que la segunda parte ni siquiera pudo manejar".
Otros puntos de crítica en esta película incluyen reducir la violencia gráfica de las dos primeras películas (deliberadamente para ser más amigables con la familia), menos humor y la ausencia de Peter Weller en el papel principal.